# Shame for You
„Shame for You” este un cântec compus de cântăreața britanică Lily Allen și de Blair MacKichan și produs de cel din urmă pentru albumul de debut al acesteia, Alright, Still. A fost lansat ca disc single cu dublu față A, împreună cu „Alfie”, doar în Regatul Unit, pe 5 martie 2007, ca CD single, disc de vinil de 7" și download digital. Melodia vocală este ușor inspirată din sunetul de corn din cântecul „Loving You”, de pe albumul Evening Time al lui Jackie Mittoo. Nu a fost filmat niciun videoclip pentru cântec.

## Formate
CD Single
1. „Shame for You”
2. „Alfie” (explicit)

Disc de vinil 7"
1. „Shame for You”
2. „Alfie” (explicit)

Download digital
1. „Shame for You”
2. „Shame for You” (interpretat live la Bush Hall)
3. „Alfie” (explicit)
4. „Alfie” (CSS remix)
5. „Alfie” (interpretat live la Bush Hall)

## Clasamente
Din moment ce cântecul a fost lansat ca a doua față A a discului single „Alfie” doar în Regatul Unit, acesta s-a poziționat doar în clasamentul UK Singles Chart.
| Clasament (2007)   | Poziția maximă |
| ------------------ | -------------- |
| UK Singles Chart 1 | 15             |

1 Alfie/Shame for You.